# Couepia longipendula
Couepia longipendula är en tvåhjärtbladig växtart som beskrevs av Pilg.. Couepia longipendula ingår i släktet Couepia och familjen Chrysobalanaceae. Inga underarter finns listade i Catalogue of Life.